# Margarethe von Trotta
Margarethe von Trotta (Berlín, 21 de febrero de 1942) es una directora, actriz y guionista de cine alemana y miembro del movimiento de Nuevo cine alemán.

## Biografía

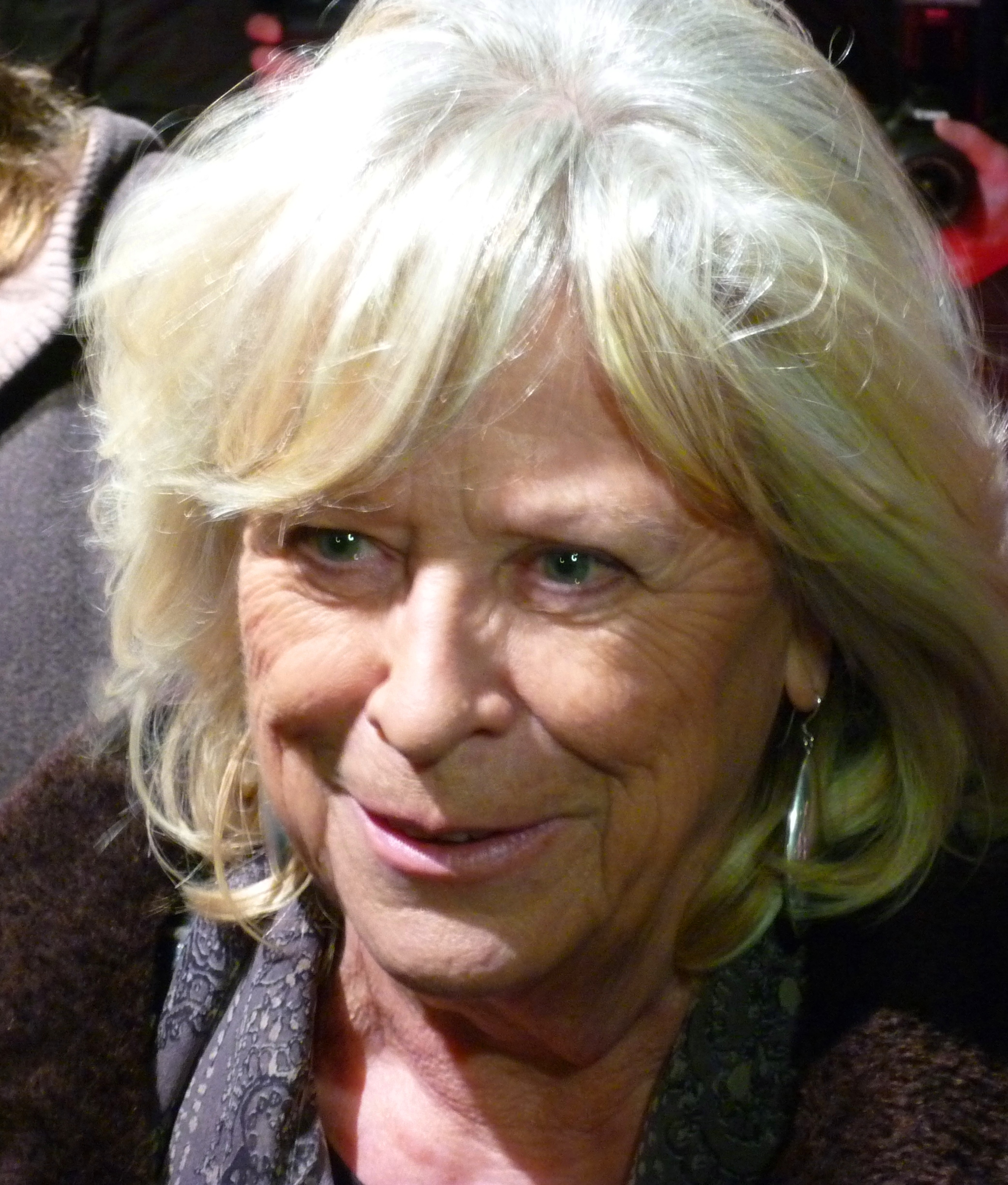
Margarethe von Trotta (enero de 2013)

Hija del pintor Alfred Roloff y de la aristócrata Elisabeth von Trotta, desde sus años formativos se vincula a los estudios humanistas. A partir de 1965, comienza a trabajar profesionalmente como actriz. 
En el cine colabora en películas de corte vanguardista con el controvertido Herbert Achternbusch y el conocido Rainer Werner Fassbinder. 
En 1964 se casa con el editor Jürgen Moeller, padre de su hijo el cineasta Felix Moeller y en segundas nupcias en 1971 con Volker Schlöndorff, formaron una pareja creativa, desempeñándose como guionista en trabajos como El honor perdido de Katharina Blum (1975).
Margarethe Von Trotta es emblemática directora de la corriente del Nuevo cine alemán de la década de 1970, desde la cual surgen importantes figuras como Fassbinder, Schlöndorff, Werner Herzog y Wim Wenders. Ha mostrado un cine consistente que posee una visión particular y crítica de la mujer alemana y de su compleja inserción en la historia del siglo XX.
Sus trabajos, en sus principios, fueron catalogados por los críticos como "feministas", pero en la actualidad ha realizado retratos acabados donde las mujeres exponen su diversidad social y los individuos son explicados desde un interesante sentido histórico desde el cual, el presente no se puede desvincular de su pasado. 
Ha recibido distinciones internacionales como el León de Oro del Festival Internacional de Cine de Venecia por Las hermanas alemanas y recientemente el Premio David de Donatello de la Academia de Cine Italiano a la mejor película europea para La calle de las rosas.

## Filmografía
- Olvídate de Nick (2017)
- El mundo abandonado (2015)
- Hannah Arendt (2012)
- Visión. De la vida de Hildegard de Bingen (2009)
- Yo soy el otro (2006)
- La calle de las rosas (2003)
- La promesa (1994)
- El largo silencio (1993)
- La africana (1990)
- Félix (1988)
- Amor y deseos (1987)
- Rosa Luxemburgo (1986)
- Locura de mujer (1983)
- Los años del plomo (1981)
- Las hermanas alemanas (1981)
- Hermanas o el equilibrio de la felicidad (1979)
- El segundo despertar de Christa Klages (1978)
- The Lost Honour of Katharina Blum (Die verlorene Ehre der Katharina Blum (1975)

## Literatura
- Gero von Boehm. Margarethe von Trotta. 24 de agosto de 2003. Entrevista en Begegnungen. Menschenbilder aus drei Jahrzehnten. Collection Rolf Heyne, Múnich 2012, ISBN 978-3-89910-443-1, p. 426–434
- Thilo Wydra. Margarethe von Trotta – Filmen, um zu überleben. Henschel, Berlín 2000, ISBN 3-89487-359-0.
- Thilo Wydra. Rosenstraße. Die Geschichte. Die Hintergründe. Die Regisseurin. Nicolai, Berlín 2003, ISBN 3-89479-086-5.
- Dinara Maglakelidze. "Entrevista con Margarethe von Trotta. En: Nationale Identitäten in den westdeutschen und georgischen Autorenfilmen, VDM Verlag, Dr. Müller, 2008, ISBN 978-3-8364-9006-1, p. 232-239
- Renate Möhrmann. Frauen erobern sich einen neuen Artikulationsort: den Film. En: Hiltrud Gnüg y Renate Möhrmann (eds.) Frauenliteraturgeschichte. Schreibende Frauen vom Mittelalter bis zur Gegenwart. J.B.Metzlersche Verlagsbuchhandlung Stuttgart 1985, ISBN 3 476 00585 2, p. 434–452, insbesondere p. 449.

## Premios y reconocimientos
Festival Internacional de Cine de Venecia
| Año  | Categoría         | Película              | Resultado |
| ---- | ----------------- | --------------------- | --------- |
| 1981 | León de Oro       | Las hermanas alemanas | Ganador   |
| 1981 | Premio New Cinema | Las hermanas alemanas | Ganador   |
| 1981 | Premio FIPRESCI   | Las hermanas alemanas | Ganador   |
| 1981 | Premio OCIC       | Las hermanas alemanas | Ganador   |
| 1981 | Premio Pasinetti  | Las hermanas alemanas | Ganador   |